# ديفيد وايلد (كاتب)
ديفيد وايلد (بالإنجليزية: David Wild)‏ هو صحفي وكاتب أمريكي، ولد في 16 ديسمبر 1961 في تينافلي في الولايات المتحدة.

## وصلات خارجية
- ديفيد وايلد على موقع IMDb (الإنجليزية)
- ديفيد وايلد على موقع ميوزك برينز (الإنجليزية)
- ديفيد وايلد على موقع ديسكوغز (الإنجليزية)
- ديفيد وايلد على موقع قاعدة بيانات الفيلم (الإنجليزية)